# Madonna Chellini

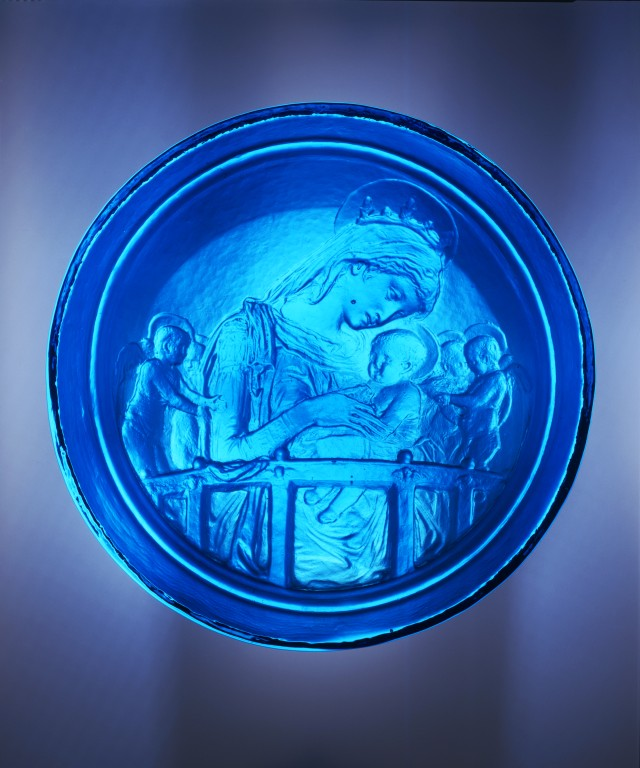
Calco in vetro

La Madonna Chellini è una piccola opera bronzea (20,5 cm) eseguita dallo scultore fiorentino Donatello in una data anteriore al 27 agosto 1456.

## Storia
Nel 1456 il medico Giovanni Chellini annotò nel suo Libro di debitori creditori e ricordanze di aver curato, il 27 agosto, l"uomo grande" Donatello e di averne ricevuto in segno di gratitudine e pagamento un piccolo tondo di bronzo, raffigurante "la Vergine Maria col Bambino in collo e due angeli da lato, tutto di bronzo e dal lato di fuori cavato". Chellini, che aveva assai gradito il dono, avrebbe in seguito riprodotto l'opera dopo aver versato vetro fuso dall'altra parte del tondo.
La data segna il termine ante quem per l'opera, che potrebbe essere stata fusa in un periodo antecedente imprecisato. Chellini apprezzò il lavoro degli scultori: di lui resta anche un busto di Antonio Rossellino pure al Victoria and Albert Museum di Londra, e la sua tomba, scolpita da Bernardo Rossellino, si trova nella chiesa di San Domenico a San Miniato.

## Descrizione
Il tondo rappresenta la Vergine nell'atto di reclinare il capo sul piccolo Bambino, sorridente in primo piano. Ai lati dell'opera compaiono quattro angioletti in venerazione.
Donatello curò non solo il recto, ma anche il verso dell'opera, che si poteva usare, cosa assai rara per l'epoca, anche come stampo, per ottenere copie successive in vari materiali (Chellini parlò di vetro). La Madonna Chellini era quindi sia un originale, sia uno stampo per copie, e anticipava le idee di una produzione artistica serializzata.